# L'istinto matematico
L'istinto matematico: Perché sei anche tu un genio dei numeri (In compagnia di aragoste, uccelli, cani e gatti) è un saggio di Keith Devlin, matematico che dirige il Center for the Study of Language and Information della Stanford University (California) e svolge un'intensa attività di divulgazione scientifica attraverso la BBC, vari programmi radiofonici e numerosi libri.

## Edizioni
- Keith Devlin, L'istinto matematico: Perché sei anche tu un genio dei numeri (In compagnia di aragoste, uccelli, cani e gatti), traduzione di Luca Tancredi Barone, collana Scienza e Idee, Raffaello Cortina, 2007,  pp. X-217, ISBN 978-88-6030-126-0.